# Beulah McGillicutty
Trisa Hayes Laughin, meglio nota come Beulah McGillicutty (Muskegon, 14 marzo 1969), è un'ex wrestler e scrittrice statunitense.

## Carriera
Beulah fa la sua prima apparizione nel mondo del wrestling nella Stampede Wrestling nel 1988 come sorella del suo allora fidanzato Brian Pillman. Il suo stint dura però poco e Beulah decide di perseguire altre vie.
Mentre assisteva al Superbowl del 1995, conosce il wrestler della Extreme Championship Wrestling Raven, cui dice di voler tornare nel mondo del wrestling e cui consegna alcune copie del numero di Penthouse in cui lei appare. Raven ne parla con il proprietario della ECW, Paul Heyman, che accetta di assumerla.
La sua prima apparizione in ECW è nel feud, appena iniziato, tra Raven e Tommy Dreamer. Secondo la storyline, Tommy e Raven, amici d'infanzia, avevano quattordici anni quando, durante un campo estivo, avevano conosciuto Beulah, allora incredibilmente grassa e brutta. Beulah si era innamorata di Tommy, che però l'aveva rifiutata, e così si era "concessa" a Raven. Introdotta dal seguace di Raven, Stevie Richards, diventa la valletta di Raven con l'intenzione di vendicarsi di Tommy, da cui subisce diversi piledriver durante il feud. Nello stesso periodo ha dei feud con Francine e Luna Vachon.
Nel 1996 annuncia di essere incinta, ma dice ad uno scioccato Raven che il figlio non è suo, ma di Tommy, intensificando il loro feud. In seguito abbandona Raven e si schiera dalla parte di Tommy. Più tardi Shane Douglas spiegherà a Tommy che Beulah non è mai stata incinta, ma che aveva voluto ingannarlo.
Nel 1997 Tommy e Beulah fanno brevemente coppia contro Francine e Douglas, e qui Beulah mostra la sua abilità eseguendo dei moonsault e sconfiggendo Bill Alfonso. Nella puntata di Monday Night Raw in cui i wrestler della ECW invadono la WWF, è all'angolo di Tommy.
Nel 1998 viene attaccata da Justin Credible e scompare dalla scena, per poi tornare per aiutare Tommy proprio contro Credible. Dopo qualche mese, Beulah decide di abbandonare il wrestling dopo che (nella storyline) ha subito la 3-D dei Dudley Boyz rompendosi il collo.
Torna sul ring il 12 giugno 2005 al pay-per-view 2005 ECW One Night Stand, intervenendo nel main event, aiutando Tommy Dreamer e The Sandman contro i Dudley Boyz, che riportano comunque la vittoria. Beulah ha anche uno scontro con Francine, che aveva attaccato Tommy con un low blow.
Nel 2006, nel corso del secondo ECW One Night Stand 2006, Beulah, Tommy e Terry Funk affrontano Lita, Edge e Mick Foley. È Beulah a perdere il match per la sua squadra, quando Edge la schiena dopo la spear.
Si ritira definitivamente nel 2014, dopo aver accompagnato il marito sul ring un'ultima volta nel pay-per-view della House of Hardcore (di proprietà di Dreamer). Durante il match di Dreamer, Beulah, ha avuto uno scontro con Velvet Sky. Al termine del match, ha ringraziato tutti i tifosi presenti e quelli che guardano per il loro amore e sostegno nel corso degli anni.

## Vita privata
Dopo essersi ritirata dal wrestling, è tornata al college. Il 12 ottobre 2002 ha sposato il collega Tommy Dreamer al Lake Isle Country Club a Eastchester, New York. La coppia ha avuto due bambine gemelle, Brianna e Kimberly, apparse nella serie TV I Soprano.

## Personaggio

### Mosse finali
- Beulah–canrana (Hurricanrana)
- DDT

### Wrestler assistiti
- Raven
- Stevie Richards
- Tommy Dreamer